# Lokomotiva Tomáš (7. řada)
7. řada seriálu Lokomotiva Tomáš je sedmou sérií tohoto seriálu. Režíroval ji David Mitton. Poprvé byla vysílána od 6. října 2003 do 10. listopadu 2003 na britské verzi stanice Nick Jr., v České republice na JimJamu v roce 2009.
Jedná se o poslední řadu produkovanou společností Gullane Entertainment a o první řadu produkovanou HIT Entertainment.

## Seznam dílů
| Č. v seriálu | Č. v řadě | Původní název                   | český název                     | Režie        | Scénář                               | Premiéra ve VB     |
| ------------ | --------- | ------------------------------- | ------------------------------- | ------------ | ------------------------------------ | ------------------ |
| 157          | 1         | Emily's New Coaches             | Emilyny nové vagónky            | David Mitton | Jan Page                             | 6. října 2003      |
| 158          | 2         | Percy Gets It Right             | Percy má pravdu                 | David Mitton | Paul Larson                          | 7. října 2003      |
| 159          | 3         | Bill, Ben and Fergus            | Bill, Ben a Fergus              | David Mitton | Brian Trueman                        | 8. října 2003      |
| 160          | 4         | The Old Bridge                  | Starý most                      | David Mitton | Paul Larson                          | 9. října 2003      |
| 161          | 5         | Edward's Brass Band             | Eduardova dechovka              | David Mitton | Robyn Charteris                      | 10. října 2003     |
| 162          | 6         | What's the Matter with Henry?   | Co je s Jindrou?                | David Mitton | George Tarry                         | 13. října 2003     |
| 163          | 7         | James and the Queen of Sodor    | Jakub a královna Sodoru         | David Mitton | Paul Larson                          | 14. října 2003     |
| 164          | 8         | The Refreshment Lady's Tea Shop | Čajovna paní s občerstvením     | David Mitton | James Mason                          | 15. října 2003     |
| 165          | 9         | The Spotless Record             | Čistý štít                      | David Mitton | Paul Larson                          | 16. října 2003     |
| 166          | 10        | Toby's Windmill                 | Tobyho větrný mlýn              | David Mitton | námět: David Mitton scénář: Jan Page | 17. října 2003     |
| 167          | 11        | Bad Day at Castle Loch          | Smolný den u hradního jezera    | David Mitton | Jenny McDade                         | 20. října 2003     |
| 168          | 12        | Rheneas and the Roller Coaster  | Rheneas a horská dráha          | David Mitton | James Mason                          | 21. října 2003     |
| 169          | 13        | Salty's Stormy Tale             | Bouřlivá historka Mořského vlka | David Mitton | Polly Churchill                      | 22. října 2003     |
| 170          | 14        | Snow Engine                     | Sněhová mašinka                 | David Mitton | Jenny McDade                         | 23. října 2003     |
| 171          | 15        | Something Fishy                 | Rybí problém                    | David Mitton | Paul Larson                          | 24. října 2003     |
| 172          | 16        | The Runaway Elephant            | Slon na útěku                   | David Mitton | George Tarry                         | 27. října 2003     |
| 173          | 17        | Peace and Quiet                 | Trocha klidu                    | David Mitton | Paul Larson                          | 28. října 2003     |
| 174          | 18        | Fergus Breaks the Rules         | Jak Fergus porušil předpisy     | David Mitton | Jan Page                             | 29. října 2003     |
| 175          | 19        | Bulgy Rides Again               | Kulička znovu vyjíždí           | David Mitton | Brian Trueman                        | 30. října 2003     |
| 176          | 20        | Harold and the Flying Horse     | Harold a létající kůň           | David Mitton | Robin Kingsland                      | 31. října 2003     |
| 177          | 21        | The Grand Opening               | Slavnostní zahájení             | David Mitton | James Mason                          | 3. listopadu 2003  |
| 178          | 22        | Best Dressed Engine             | Nejlépe vyzdobená mašinka       | David Mitton | Polly Churchill                      | 4. listopadu 2003  |
| 179          | 23        | Gordon and Spencer              | Gordon a Spencer                | David Mitton | Lee Pressman                         | 5. listopadu 2003  |
| 180          | 24        | Not So Hasty Puddings           | Příliš pomalý pudink            | David Mitton | Robyn Charteris                      | 6. listopadu 2003  |
| 181          | 25        | Trusty Rusty                    | Spolehlivý Rusty                | David Mitton | James Mason                          | 7. listopadu 2003  |
| 182          | 26        | Three Cheers for Thomas         | Třikrát sláva Tomášovi          | David Mitton | Jan Page                             | 10. listopadu 2003 |

## Postavy

### Nově představené postavy
- Emily[N 1]
- Fergus[N 2]
- Arthur[N 3]
- Murdoch[N 4]
- Spencer[N 5]
- Sodorská dechovka[N 6]
- Lord Callan[N 7]
- Vévoda a vévodkyně z Boxfordu[N 8]